# Ferrocarriles Suburbanos de Málaga

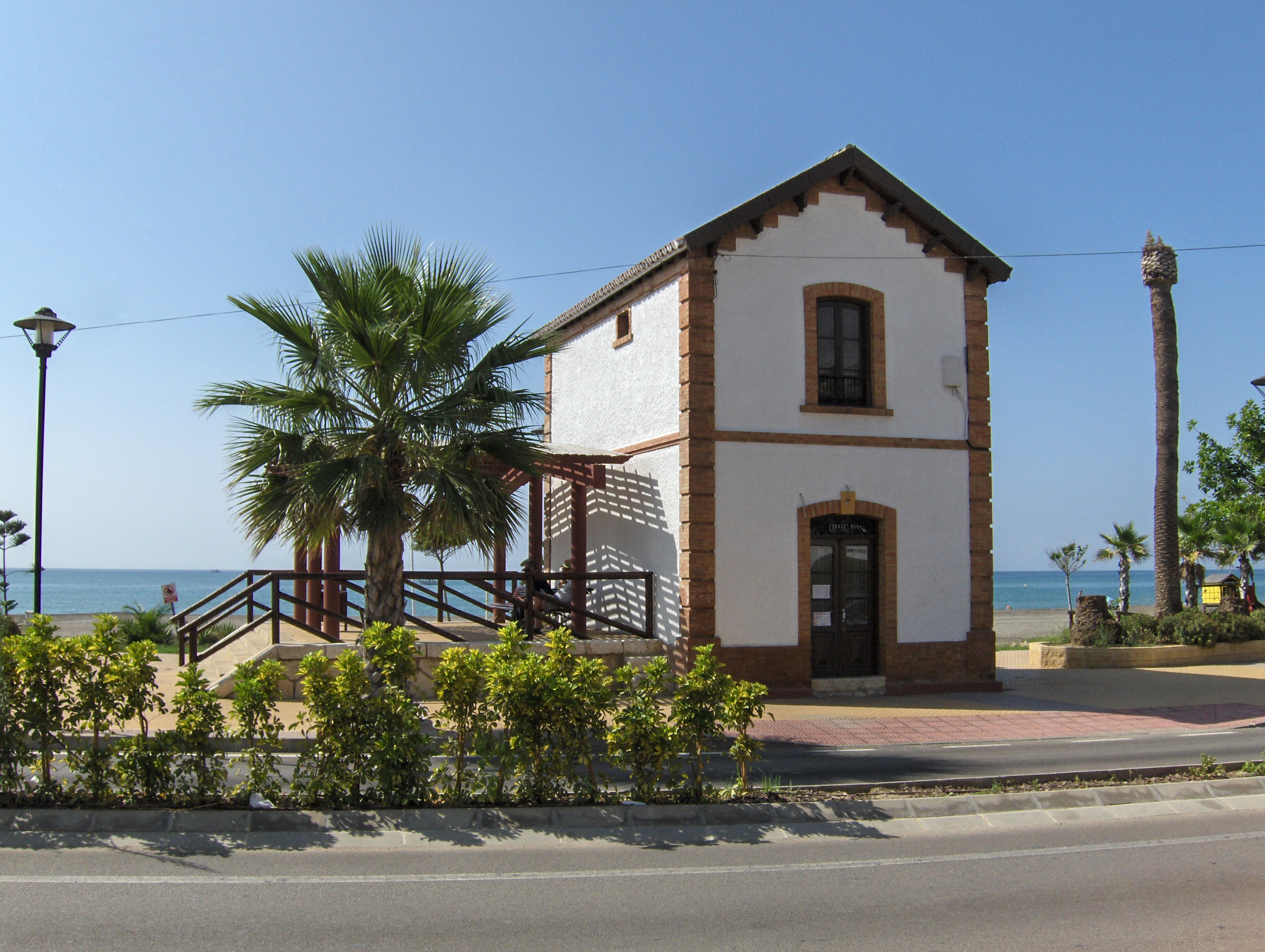
Antigua estación de tren de Benajarafe.

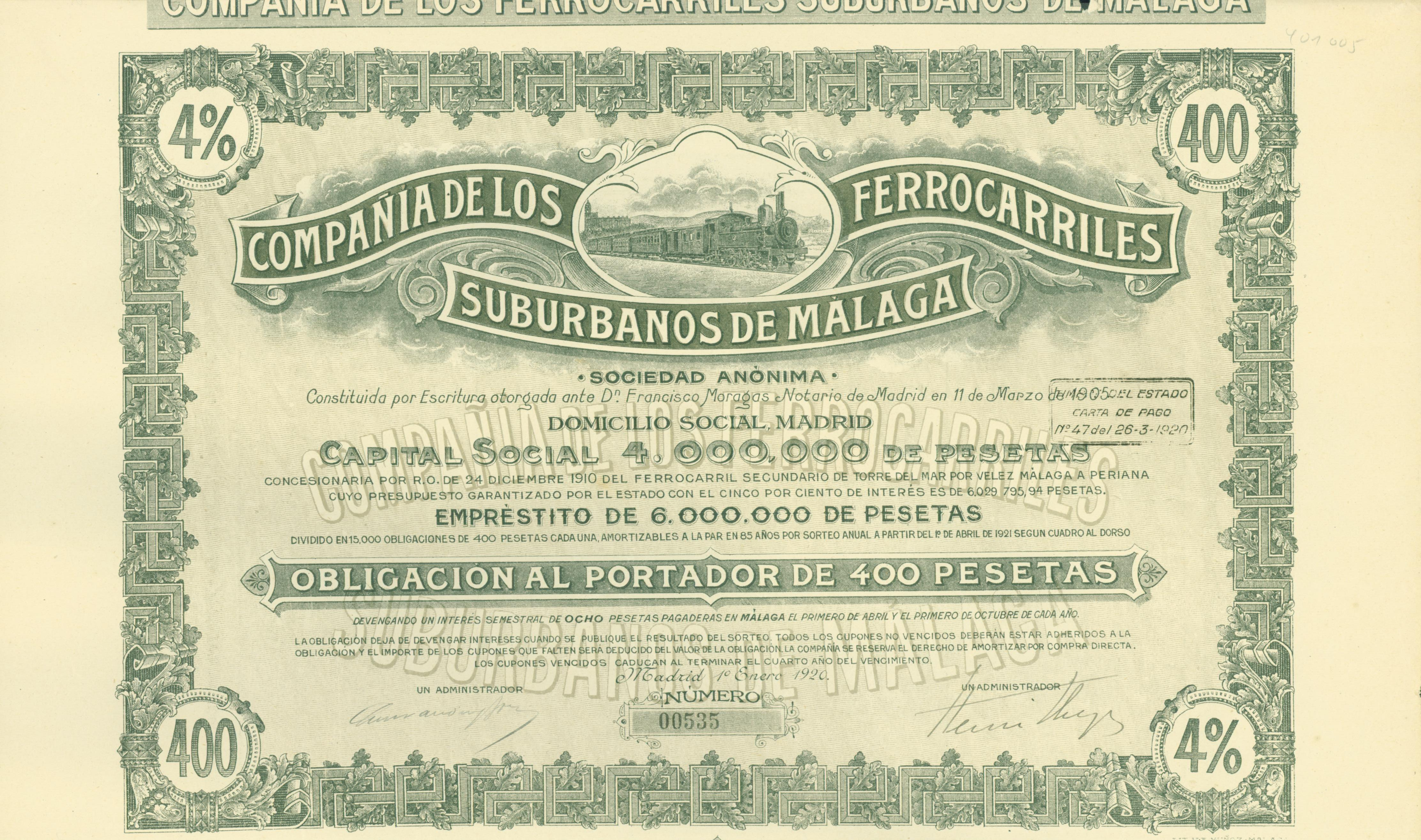
Obligación de la Comp. de los Ferrocarriles Suburbanos de Málaga con fecha 1 de enero de 1920

La Compañía de los Ferrocarriles Suburbanos de Málaga (FSM) fue una empresa de capital belga fundada el 11 de mayo de 1905 para la construcción y explotación de ferrocarriles en las cercanías de Málaga, España. Estos ferrocarriles circularon sobre vía estrecha o trocha métrica.

## Líneas de FSM
La empresa contaba con varias líneas. La primera en inaugurarse, la de Vélez, partía de una estación situada en el actual barrio de La Malagueta; pero con la entrada en funcionamiento de la línea de Coín la cabecera se había trasladado al edificio de la antigua estación que hoy se conserva junto a la entrada al Puerto de Málaga. A esta nueva estación se añadió la entrada en funcionamiento de la línea a Fuengirola.

### Málaga - Vélez
El tramo entre Málaga y Vélez-Málaga se inauguró el 23 de enero de 1908. La línea discurría junto al mar, incluso sobre la playa. En esa época se había proyectado la unión de esta línea con otra que partiría desde Torre del Mar a Zurgena (Almería) aprovechando el tramo de Torre del Mar a Vélez-Málaga de esta línea; pero ese proyecto nunca se materializó. La línea de Málaga a Vélez-Málaga fue la última en cerrar, el 22 de abril de 1968. Aunque su trazado fue desmantelado, aún quedan algunos edificios de las antiguas estaciones. En 2010 se decidió reabrir el antiguo túnel entre el Puerto de Málaga y el barrio de La Malagueta para utilizarlo como paso peatonal en el acceso al espacio comercial construido en el puerto.
Estaciones y apeaderos: MÁLAGA PUERTO - EMPALME BAÑOS DEL CARMEN (desaparecida) - EL PALO - LA CALA - RINCÓN DE LA VICTORIA - BENAGALBÓN - CHILCHES - BENAJARAFE - VALLE NIZA (desaparecida) - ALMAYATE - TORRE DEL MAR - VÉLEZ-MÁLAGA.

### Vélez - Ventas de Zafarraya
El segundo tramo hacia Ventas de Zafarraya fue construido como prolongación de la línea de Málaga a Vélez-Málaga. En 1921 alcanzaba Periana, al año siguiente se inauguró el tramo hasta Ventas de Zafarraya. Este último tramo fue el de más difícil construcción debido a la orografía por lo que fue necesario la instalación de tres tramos de vía con cremallera. No es muy frecuente encontrar sistemas de cremallera aunque aún se conservan algunos en Montserrat y Valle de Nuria.
Estaba previsto que esta línea se extendiera hasta Granada, pero las obras nunca se extendieron más allá de los 31 km. hasta que fue clausurada el 12 de mayo de 1960.
Estaciones y apeaderos: VÉLEZ-MÁLAGA - EL TRAPICHE - VIÑUELA - LOS ROMANES - MATANZAS - PERIANA (desaparecida) - VENTAS DE ZAFARRAYA

### Málaga - Coín
Esta línea se extendía a lo largo de 40 kilómetros y unía Málaga con Coín a través de Churriana, Alhaurín de la Torre y Alhaurín el Grande. Esta línea había sido concebida para ser prolongada hasta Monda y Sevilla, pero no llegó a tal. Fue inaugurada en 1912 y clausurada el 1 de julio de 1965. Por la mayor parte de su trazado se construyeron carreteras de la red autonómica aunque aún se mantienen puentes y antiguas estaciones junto a la calzada.
Estaciones y apeaderos: MÁLAGA PUERTO - CASA MISERICORDIA (desaparecida) - SAN JULIÁN (desaparecida) - CHURRIANA - CORTIJO BLANCO - ALHAURÍN DE LA TORRE (desaparecida) - LOS CALLEJONES - SAN PEDRO DE MENAYAS - ALQUERÍA - ALHAURÍN EL GRANDE (desaparecida) - VALLE-HERMOSO - COÍN

### Málaga - Fuengirola

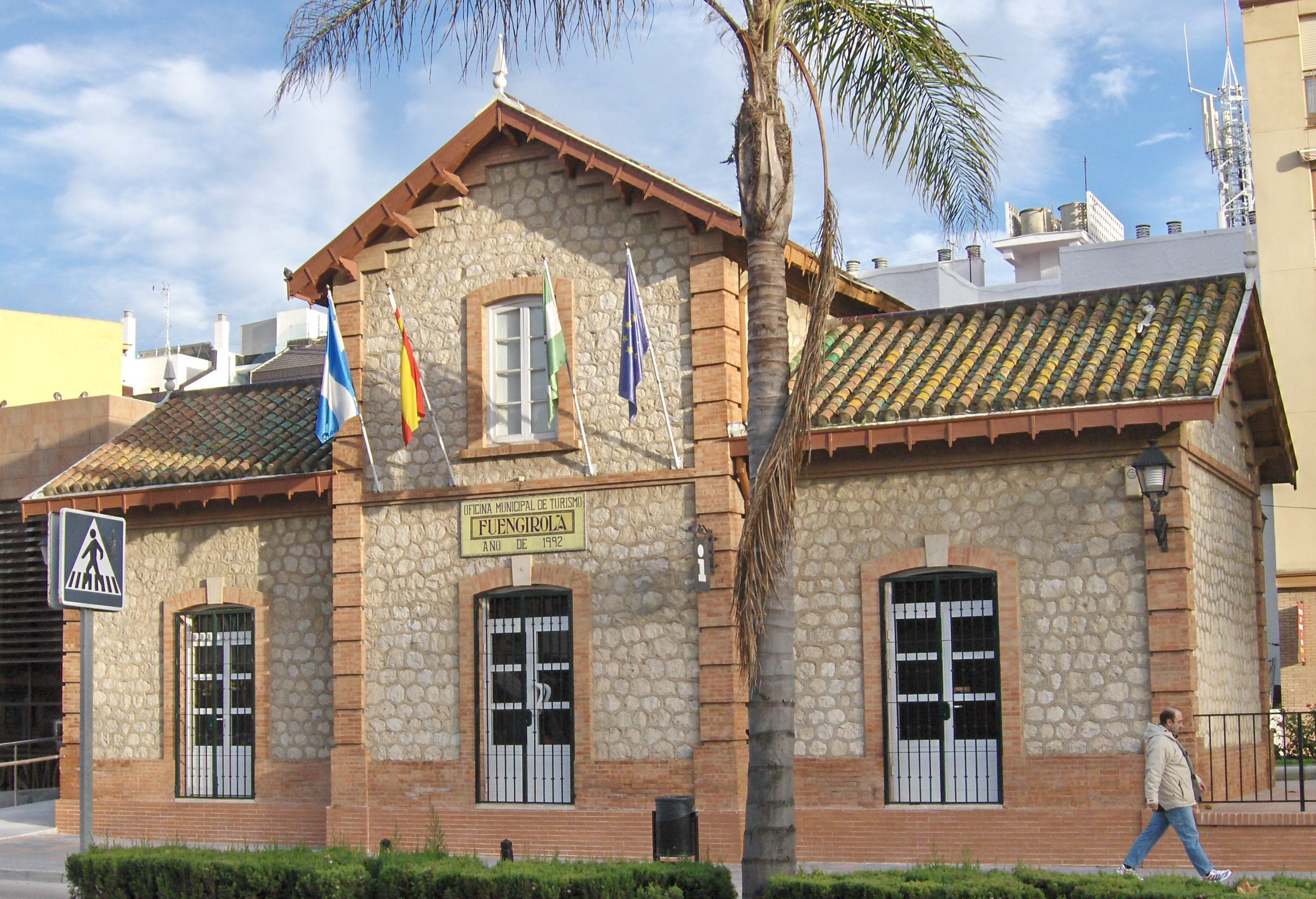
Antigua estación de tren de Fuengirola.

Esta línea había sido construida en 1916 por la empresa Ferrocarriles de Málaga a Algeciras y Cádiz, de la que sólo se terminó este tramo que FSM explotó hasta 1934, pasando más adelante a ser administrada por EFE, más adelante renombrada FEVE. Tras varios cierres y breves reaperturas, se puso en marcha de nuevo en 1958 hasta 1970. Este tren era conocido popularmente como "La Cochinita" y compartía el tramo desde el Puerto de Málaga hasta San Julián, donde se bifurcaban las líneas. Por este motivo, durante el periodo en que la línea fue administrada por el Estado, tuvo que pagar peaje por la utilización del citado tramo a los FSM.
Fue la única que se mantuvo en funcionamiento tras la década de 1960. A partir de 1970 sufrió una modernización para convertirse en línea de Cercanías de la Costa del Sol y soportar el paso de trenes Talgo procedentes de Madrid y Córdoba hacia Fuengirola: siendo electrificada, cambiándose ancho métrico por vías ancho ibérico, desdoblándose tramos y construyéndose túneles y estaciones subterráneas como las de Málaga-Guadalmedina (hoy Estación de Málaga-Centro-Alameda), Málaga-Renfe (hoy Málaga-María Zambrano), Torremolinos y Estación de Fuengirola; siendo inaugurada en 1975. En la década de 2000 ha sufrido su segunda gran transformación con el soterramiento del tramo urbano de Málaga y del aeropuerto; la apertura de estaciones subterráneas como Victoria Kent, Guadalhorce y Aeropuerto; el desdoblamiento de nuevos tramos; la apertura del nuevo apeadero de Plaza Mayor; la remodelación de estaciones subterráneas en el área urbana; la informatización del los sistemas de billetaje y los planes de expansión de la línea a través del Corredor de la Costa del Sol.
Estaciones y apeaderos: MÁLAGA PUERTO - CASA MISERICORDIA (desaparecida) - SAN JULIÁN (desaparecida) - TORREMOLINOS - ARROYO DE LA MIEL - BENALMÁDENA - FUENGIROLA.